# Música de Deltarune
A música de Deltarune compreende vários álbuns de trilhas sonoras criadas por Toby Fox. O primeiro álbum da trilha sonora foi lançado no Bandcamp em 1º de novembro de 2018, um dia após o lançamento do jogo.  Em colaboração com Fangamer, a Fox lançou a trilha sonora do primeiro capítulo em vinil em 2019. 

## Álbuns

### Deltarune Chapter 1 (Original Game Soundtrack)
Deltarune Chapter 1 (Original Game Soundtrack) (estilizado DELTARUNE), também conhecido como Deltarune Chapter 1 OST,  compreende a música apresentada no primeiro capítulo do jogo.
Todas as faixas escritas e compostas por Toby Fox. 
| Chapter 1      |                                        |         |  |
| N.º            | Título                                 | Duração |  |
| 1.             | "ANOTHER HIM"                          | 0:48    |  |
| 2.             | "Beginning"                            | 0:57    |  |
| 3.             | "School"                               | 1:20    |  |
| 4.             | "Susie"                                | 0:27    |  |
| 5.             | "The Door"                             | 0:41    |  |
| 6.             | "Cliffs"                               | 0:35    |  |
| 7.             | "The Chase"                            | 0:33    |  |
| 8.             | "The Legend"                           | 1:51    |  |
| 9.             | "Lancer"                               | 0:48    |  |
| 10.            | "Rude Buster"                          | 1:15    |  |
| 11.            | "Empty Town"                           | 1:23    |  |
| 12.            | "Weird Birds"                          | 0:16    |  |
| 13.            | "Field of Hopes and Dreams"            | 2:41    |  |
| 14.            | "Fanfare (from Rose of Winter)"        | 0:15    |  |
| 15.            | "Lantern"                              | 1:08    |  |
| 16.            | "I'm Very Bad"                         | 0:13    |  |
| 17.            | "Checker Dance"                        | 1:18    |  |
| 18.            | "Quiet Autumn"                         | 0:49    |  |
| 19.            | "Scarlet Forest"                       | 2:08    |  |
| 20.            | "Thrash Machine"                       | 0:54    |  |
| 21.            | "Vs. Lancer"                           | 0:42    |  |
| 22.            | "Basement"                             | 0:27    |  |
| 23.            | "Imminent Death"                       | 0:20    |  |
| 24.            | "Vs. Susie"                            | 1:21    |  |
| 25.            | "Card Castle"                          | 1:01    |  |
| 26.            | "Rouxls Kaard"                         | 0:19    |  |
| 27.            | "April 2012"                           | 0:20    |  |
| 28.            | "Hip Shop"                             | 0:39    |  |
| 29.            | "Gallery"                              | 0:12    |  |
| 30.            | "Chaos King"                           | 1:46    |  |
| 31.            | "Darkness Falls"                       | 1:06    |  |
| 32.            | "The Circus"                           | 0:51    |  |
| 33.            | "THE WORLD REVOLVING"                  | 1:41    |  |
| 34.            | "Friendship"                           | 2:40    |  |
| 35.            | "THE HOLY"                             | 0:48    |  |
| 36.            | "Your Power"                           | 0:13    |  |
| 37.            | "A Town Called Hometown"               | 1:53    |  |
| 38.            | "You Can Always Come Home"             | 1:40    |  |
| 39.            | "Don't Forget" (feat. Laura Shigihara) | 0:51    |  |
| 40.            | "Before the Story"                     | 1:28    |  |
| Duração total: | Duração total:                         | 40:54   |  |

### Deltarune Chapter 2 (Original Game Soundtrack)
Deltarune Chapter 2 (Original Game Soundtrack) (estilizado DELTARUNE), também conhecido como Deltarune Chapter 2 OST,  compreende a música apresentada no segundo capítulo do jogo.
Lena Raine e Marcy Nabors forneceram assistência adicional na transcrição e arranjo.
Todas as faixas escritas e compostas por Toby Fox. 
| Chapter 2      |                                                                |         |  |
| N.º            | Título                                                         | Duração |  |
| 1.             | "Faint Glow"                                                   | 1:17    |  |
| 2.             | "Girl Next Door"                                               | 0:54    |  |
| 3.             | "My Castle Town"                                               | 2:07    |  |
| 4.             | "Ohhhhohohoho!"                                                | 0:09    |  |
| 5.             | "Queen"                                                        | 0:56    |  |
| 6.             | "A CYBER'S WORLD?"                                             | 2:46    |  |
| 7.             | "A Simple Diversion"                                           | 0:31    |  |
| 8.             | "Almost To The Guys!"                                          | 0:17    |  |
| 9.             | "Cool Beat"                                                    | 0:17    |  |
| 10.            | "When I Get Mad I Dance Like This"                             | 0:10    |  |
| 11.            | "Cyber Battle (Solo)" (feat. Lena Raine)                       | 1:47    |  |
| 12.            | "When I Get Happy I Dance Like This"                           | 0:19    |  |
| 13.            | "Sound Studio"                                                 | 1:08    |  |
| 14.            | "Berdly"                                                       | 0:46    |  |
| 15.            | "Smart Race"                                                   | 1:06    |  |
| 16.            | "Faint Courage (Game Over)"                                    | 0:52    |  |
| 17.            | "WELCOME TO THE CITY"                                          | 1:54    |  |
| 18.            | "Mini Studio"                                                  | 0:51    |  |
| 19.            | "Holiday Studio"                                               | 1:08    |  |
| 20.            | "Cool Mixtape"                                                 | 0:26    |  |
| 21.            | "HEY EVERY !"                                                  | 0:18    |  |
| 22.            | "Spamton"                                                      | 0:42    |  |
| 23.            | "NOW'S YOUR CHANCE TO BE A"                                    | 1:07    |  |
| 24.            | "Elegant Entrance"                                             | 1:18    |  |
| 25.            | "Bluebird of Misfortune"                                       | 0:49    |  |
| 26.            | "Pandora Palace"                                               | 1:39    |  |
| 27.            | "KEYGEN"                                                       | 0:15    |  |
| 28.            | "Acid Tunnel of Love"                                          | 1:30    |  |
| 29.            | "It's Pronounced "Rules""                                      | 1:01    |  |
| 30.            | "Lost Girl"                                                    | 1:20    |  |
| 31.            | "Ferris Wheel"                                                 | 1:19    |  |
| 32.            | "Attack of the Killer Queen" (feat. Lena Raine e Marcy Nabors) | 2:00    |  |
| 33.            | "Giga Size"                                                    | 1:47    |  |
| 34.            | "Powers Combined"                                              | 0:16    |  |
| 35.            | "Knock You Down !!"                                            | 2:26    |  |
| 36.            | "The Dark Truth"                                               | 1:12    |  |
| 37.            | "Digital Roots"                                                | 0:33    |  |
| 38.            | "Deal Gone Wrong"                                              | 0:31    |  |
| 39.            | "BIG SHOT"                                                     | 2:22    |  |
| 40.            | "A Real Boy!"                                                  | 0:15    |  |
| 41.            | "Dialtone"                                                     | 0:44    |  |
| 42.            | "sans."                                                        | 0:50    |  |
| 43.            | "Chill Jailbreak Alarm To Study And Relax To"                  | 0:24    |  |
| 44.            | "You Can Always Come Home"                                     | 1:43    |  |
| 45.            | "Until Next Time"                                              | 1:02    |  |
| 46.            | "Before The Story"                                             | 1:30    |  |
| Duração total: | Duração total:                                                 | 49:08   |  |

## Recepção
Adam Luhrs, da RPGFan, revisou a trilha sonora do Capítulo 1 e a descreveu como "variando para cima e para baixo na história da música de videogame" e também observou como a trilha sonora "mistura elementos díspares". Luhrs também afirmou que há "[um] fio de escuridão e mistério que permeia a trilha sonora", citando que algumas das faixas o deixaram "inquieto". Luhrs disse que a trilha sonora "tem um arco completo" e disse que as faixas incluídas "centelham de criatividade e estrutura temática inteligente".  A trilha sonora do Capítulo 1 foi indicada ao GANG / MAGFEST People's Choice Award em 2019. 

### Gráficos

#### Deltarune Chapter 1 (Original Game Soundtrack)
| Gráfico (2018)                    | Pico |
| --------------------------------- | ---- |
| US Independent Albums (Billboard) | 41   |
| UK Soundtrack Albums (OCC)        | 23   |

#### Deltarune Chapter 2 (Original Game Soundtrack)
| Gráfico (2021)                          | Pico |
| --------------------------------------- | ---- |
| US Top Current Albums Sales (Billboard) | 99   |
| US Heatseekers Albums (Billboard)       | 14   |
| US Soundtrack Albums (Billboard)        | 11   |
| UK Soundtrack Albums (OCC)              | 15   |

### Chapter 1
- Bandcamp
- Spotify

### Chapter 2
- Bandcamp
- Spotify